# Associatie van rozen en liguster
De associatie van rozen en liguster (Pruno spinosae-Ligustretum) is een associatie uit het liguster-verbond (Berberidion vulgaris). Het is een plantengemeenschap die voorkomt op warme, droge kalkrijke standplaatsen, en die gekenmerkt wordt door een laagblijvende, open struiklaag met een combinatie van wilde liguster, zuurbes en verschillende soorten rozen.
Deze associatie komt in Nederland zeer zeldzaam voor in Zuid-Limburg, en wordt voor Vlaanderen niet genoemd.

## Naamgeving en codering
| Pruno-Ligustretum Tx. 1952                                   |
| Pruno spinosae-Ligustretum vulgaris Tx. 1952 ex. Oberd. 1970 |

- Syntaxoncode voor Nederland (rVvN): r40Ac02

De wetenschappelijke naam Pruno spinosae-Ligustretum is afgeleid van de botanische namen van twee veel voorkomende soorten van de associatie, de sleedoorn (Prunus spinosa) en de wilde liguster (Ligustrum vulgare).

## Fysiognomie
De associatie van rozen en liguster manifesteert zich altijd in de formatie van een struweel. Het vormt een open, tot drie meter hoge vegetatie dat zich in Nederland meestal voordoet als een smalle gordel. De struik- en de kruidlaag zijn goed ontwikkeld en bevat veel warmteminnende soorten. Een boomlaag beperkt zich meestal tot een enkele zomereik, en ook de moslaag is meestal beperkt.

## Ecologie
De associatie van rozen en liguster komt enkel voor op warme en droge standplaatsen op basische bodems. Zij is voor Nederland beperkt tot de ingangen van mergelgroeves, waar krijtgesteente dagzoomt, of langs holle wegen die krijtgesteente aansnijden, en dan enkel maar op de onbeschutte, op het zuiden gerichte hellingen die te droog zijn voor bos.

## Verspreiding
Het verspreidingsgebied van de associatie van rozen en liguster is beperkt tot de relatief warme, kalkrijke gebieden in de subatlantische en submediterrane streken van Europa, van in het laagland tot in het heuvelland.
In Nederland komt deze associatie enkel voor in het Zuid-Limburgse Mergelland.
Voor Vlaanderen wordt zij niet genoemd.

## Diagnostische taxa voor Nederland en Vlaanderen

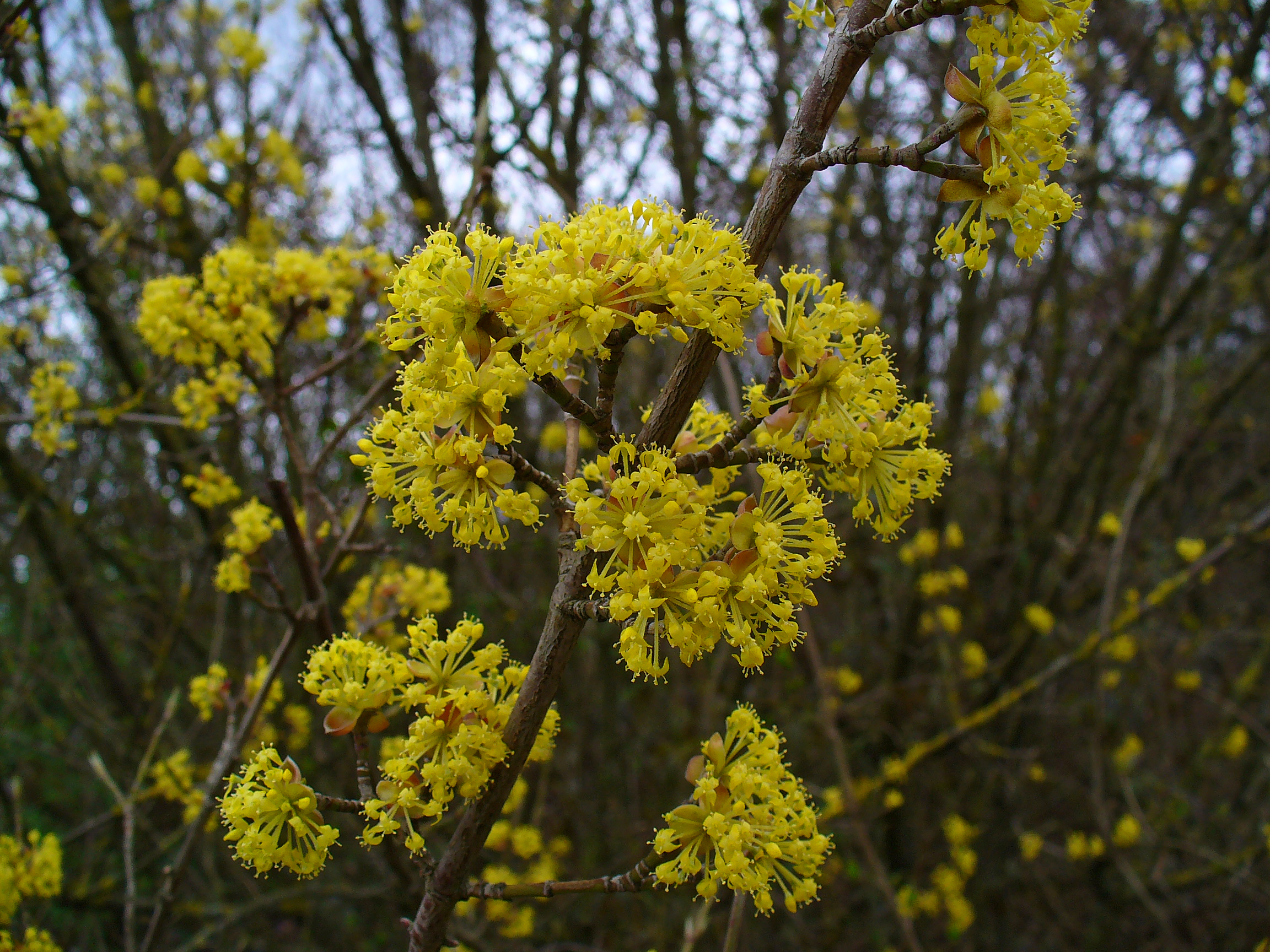
Gele kornoelje

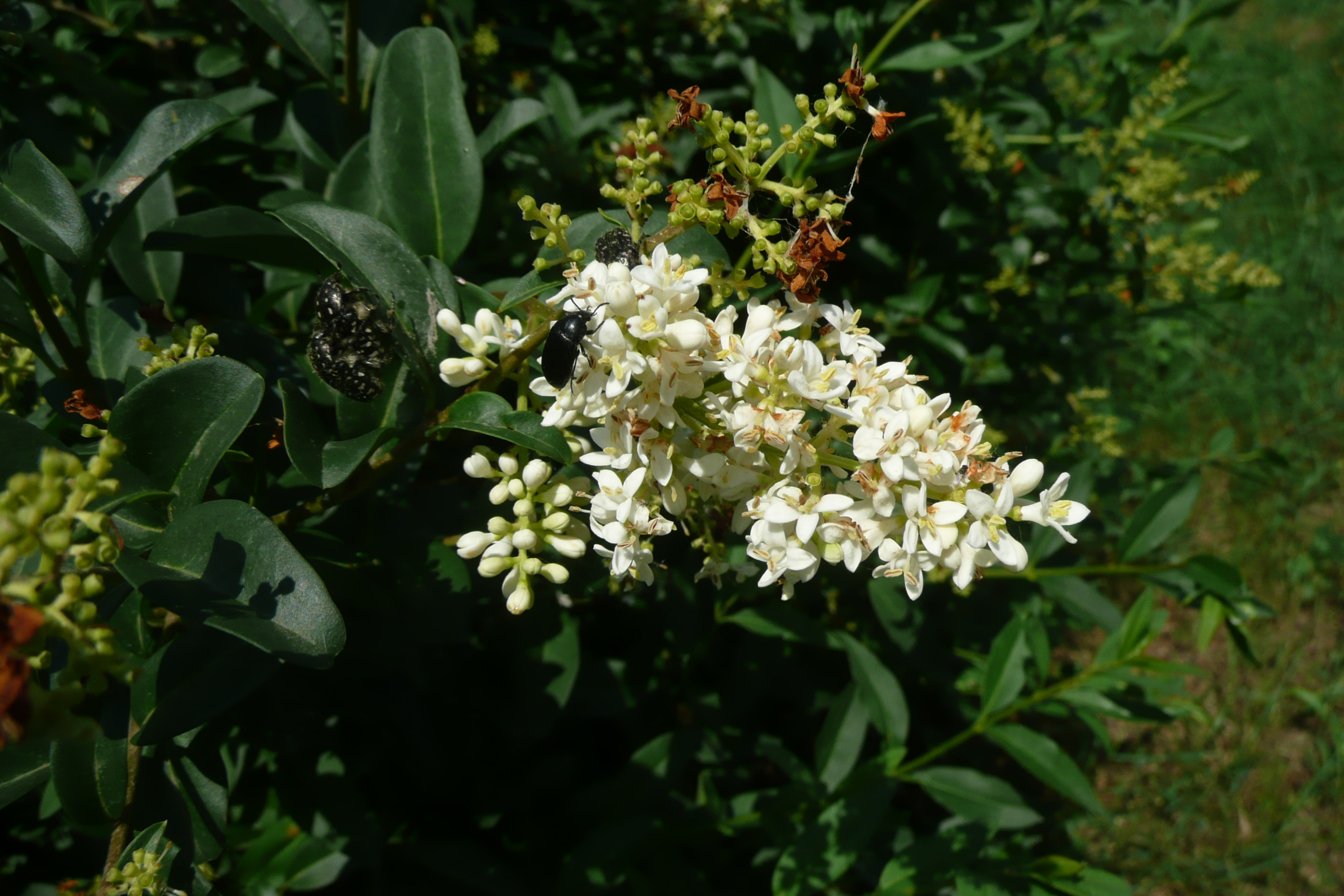
Wilde liguster

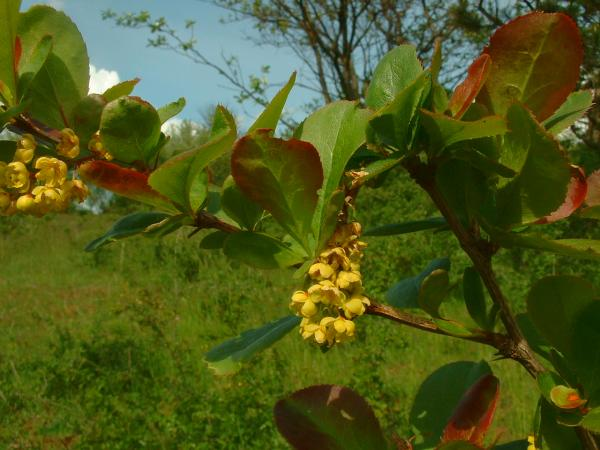
Zuurbes

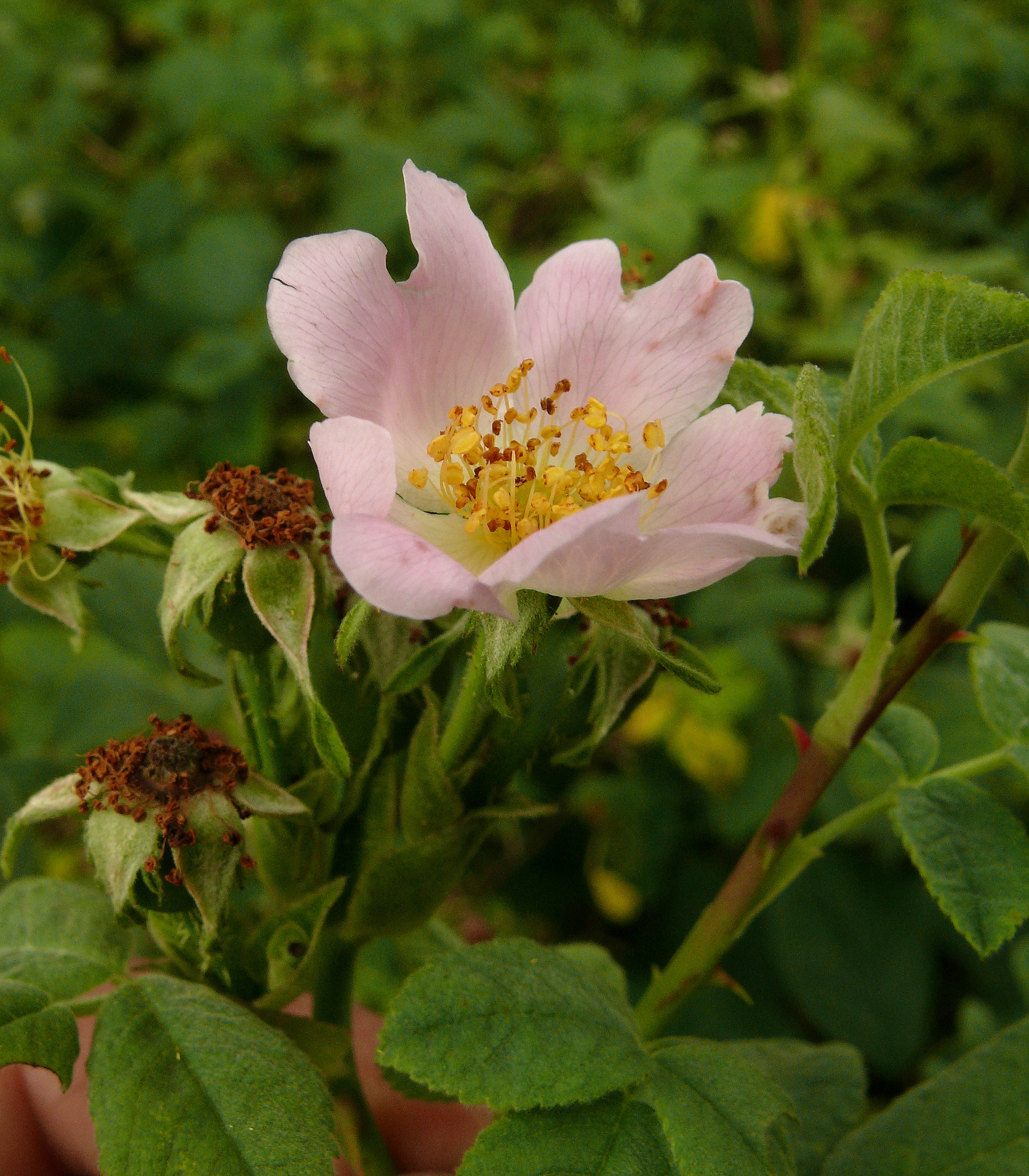
Kraagroos

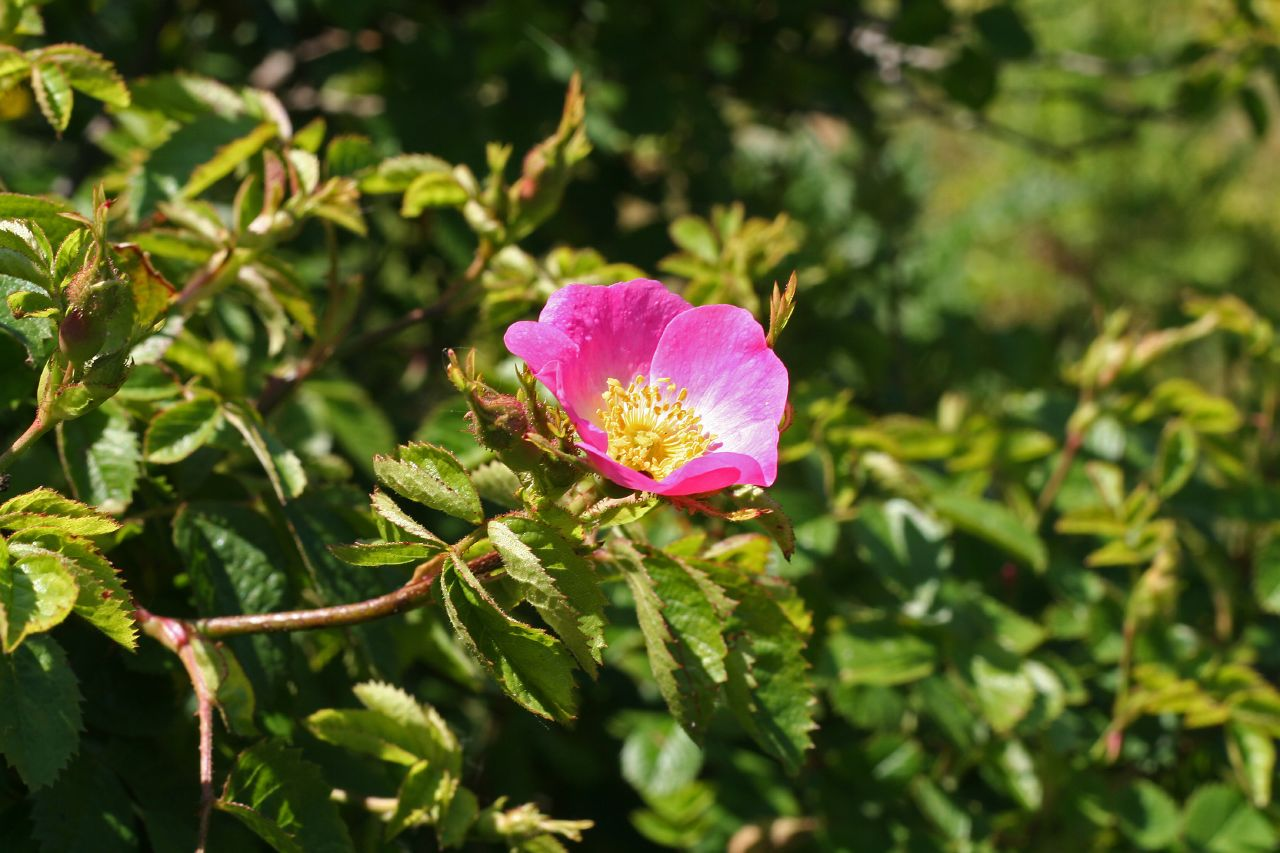
Egelantier

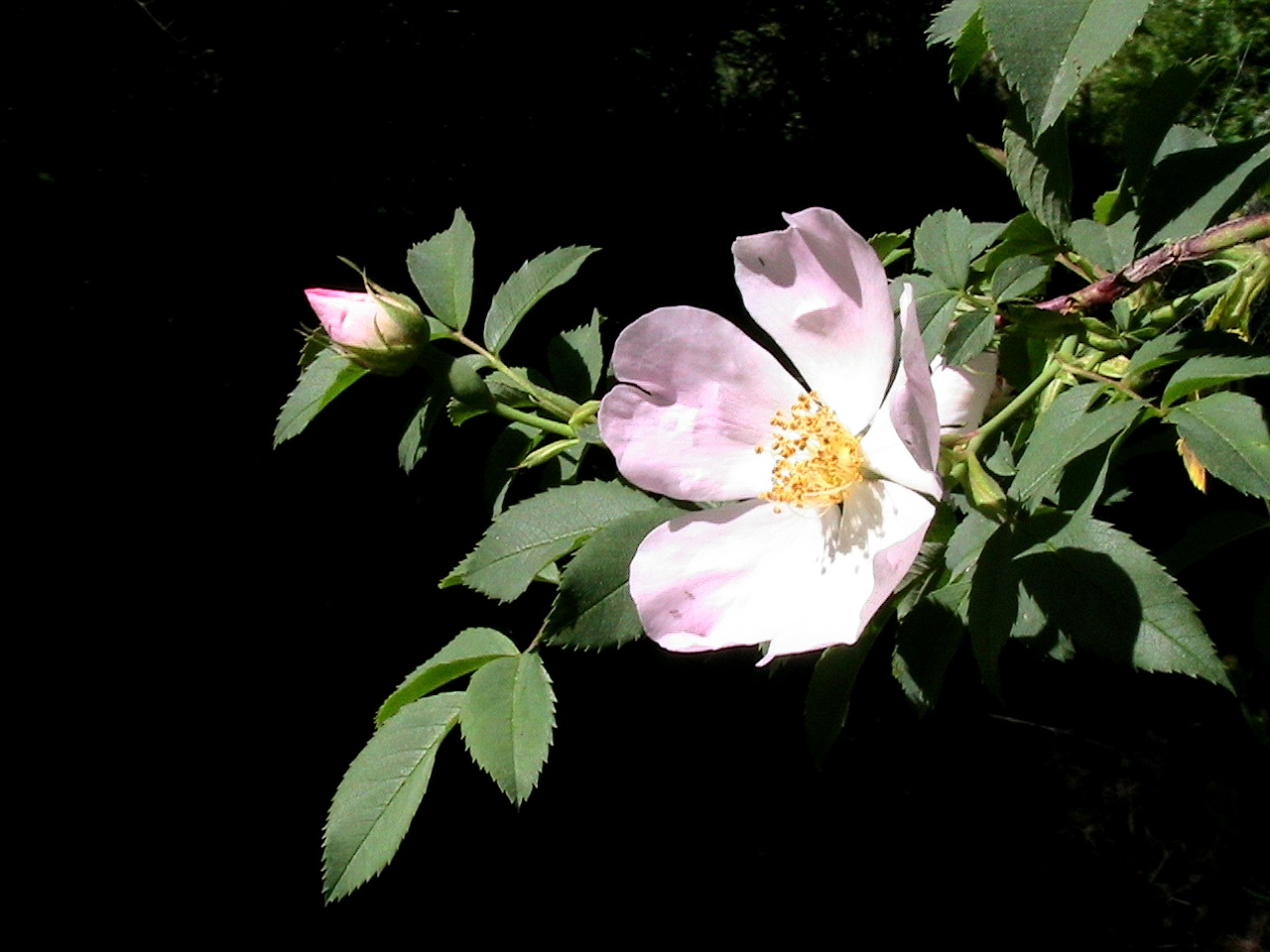
Hondsroos

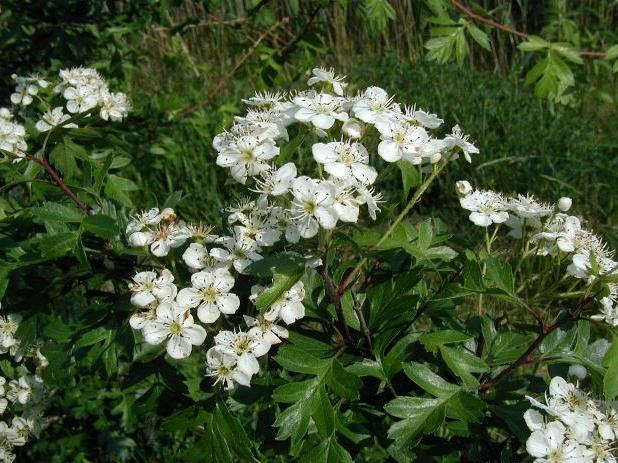
Eenstijlige meidoorn

De associatie van rozen en liguster heeft geen specifieke kensoorten, maar wordt vooral gekenmerkt door het samen voorkomen van de verbonds- en klassekensoorten wilde liguster, zuurbes, en verschillende soorten rozen waaronder de hondsroos, viltroos, kraagroos en egelantier. Ook de eenstijlige meidoorn en de naamgevende sleedoorn zijn dikwijls aanwezig.
De kruidlaag telt een aantal soorten die ook voorkomen in kalkgraslanden als de gevinde kortsteel, de wilde marjolein en de grote tijm, en planten van de warmteminnende zomen van de associatie van dauwbraam en marjolein zoals het donderkruid, de borstelkrans en het ruig viooltje.
De voor Nederland belangrijkste soorten zijn:
Struiklaag
| Kentaxon | Diff.soort | Abundantie | Triviale naam        | Botanische naam    | Opmerking         |
| -------- | ---------- | ---------- | -------------------- | ------------------ | ----------------- |
| kA       |            |            | gele kornoelje       | Cornus mas         | niet in Nederland |
| kV       |            | > 70%      | zuurbes              | Berberis vulgaris  |                   |
| kV       |            | > 50%      | wilde liguster       | Ligustrum vulgare  |                   |
| kV       |            | > 50%      | viltroos             | Rosa tomentosa     |                   |
| kV       |            | > 20%      | kraagroos            | Rosa agrestis      |                   |
| kV       |            | > 20%      | egelantier           | Rosa rubiginosa    |                   |
| kK       |            | 100%       | hondsroos            | Rosa canina        |                   |
| kK       |            | 100%       | eenstijlige meidoorn | Crataegus monogyna |                   |
| kK       |            | > 70%      | wilde kardinaalsmuts | Euonymus europaeus |                   |
| kK       |            | > 70%      | rode kornoelje       | Cornus sanguinea   |                   |
| kK       |            | > 50%      | sleedoorn            | Prunus spinosa     |                   |
| kK       |            | > 50%      | wegedoorn            | Rhamnus cathartica |                   |
| kK       |            | > 20%      | gewone vlier         | Sambucus nigra     |                   |
|          |            | > 70%      | zomereik             | Quercus robur      |                   |

Kruidlaag
| Kentaxon | Diff.soort | Abundantie | Triviale naam     | Botanische naam               | Opmerking |
| -------- | ---------- | ---------- | ----------------- | ----------------------------- | --------- |
| kK       |            | > 70%      | bosrank           | Clematis vitalba              |           |
|          |            | 100%       | gevinde kortsteel | Brachypodium pinnatum         |           |
|          |            | > 70%      | klimop            | Hedera helix                  |           |
|          |            | > 70%      | donderkruid       | Inula conyzae                 |           |
|          |            |            | borstelkrans      | Clinopodium vulgare           |           |
|          |            |            | ruige scheefkelk  | Arabis hirsuta subsp. hirsuta |           |
|          |            |            | grote tijm        | Thymus pulegioides            |           |
|          |            |            | wilde marjolein   | Origanum vulgare              |           |
|          |            |            | ruig viooltje     | Viola hirta                   |           |

Moslaag
| Kentaxon | Diff.soort | Abundantie | Triviale naam  | Botanische naam      | Opmerking | Afbeelding |
| -------- | ---------- | ---------- | -------------- | -------------------- | --------- | ---------- |
|          |            | 22%        | fijn laddermos | Kindbergia praelonga |           |            |

Orde: Sleedoorn-orde (Prunetalia spinosae)

Verbond: Verbond van sleedoorn en bramen (Pruno-Rubion sprengelii)

Associaties:
Associatie van rode kornoelje en fraaie kambraam (Corno sanguineae-Rubetum vestiti)
 Associatie van sleedoorn en rode grondbraam (Pruno spinosae-Rubetum sprengelii) 
Associatie van egelantier en gedraaide koepelbraam (Roso rubiginosae-Rubetum affinis)

Verbond: Verbond van sleedoorn en meidoorn (Carpino-Prunion)

Associaties:
Associatie van sleedoorn en eenstijlige meidoorn (Pruno-Crataegetum)
 Associatie van hondsroos en jeneverbes (Roso-Juniperetum)

Verbond: Liguster-verbond (Berberidion vulgaris)

Associaties:
Associatie van wegedoorn en eenstijlige meidoorn (Rhamno-Crataegetum)
Associatie van rozen en liguster (Pruno spinosae-Ligustretum)
Associatie van hazelaar en purperorchis (Orchido-Cornetum)

Orde: Trosvlier-orde (Sambucetalia racemosae)

Verbond: Verbond van trosvlier en boswilg (Sambuco racemosae-Salicion capreae)

Associaties:
 Boswilg-associatie (Salicetum capreae)
Verbond: Verbond van wijfjesvaren en framboos (Athyrio filicis-feminae-Rubion idaei)

Associaties:
Associatie van schaduwkruiskruid en tere woudbraam (Senecioni ovati-Rubetum iuvenis)

Associatie van trosvlier en ruwe raspbraam (Sambuco racemosae-Rubetum rudis)
Associatie van sierlijke woudbraam (Rubetum pedemontani)